# 熊本桜町バスターミナル
熊本桜町バスターミナル（くまもとさくらまちバスターミナル）は、熊本県熊本市中央区桜町にある、日本最大級のバスターミナル。九州産業交通ホールディングス傘下の九州産交ランドマークが運営する。
1969年3月5日に熊本交通センター（くまもとこうつうセンター、都市計画法に基づく都市施設名称は『熊本都市計画自動車ターミナル熊本交通センターバスターミナル』）として開業し、熊本市の桜町一帯の再開発事業に伴い2015年9月30日を以って一旦閉鎖、2019年9月11日に「熊本桜町バスターミナル」として再開業した。また、同年9月14日に当バスターミナルを中核とした複合商業施設「SAKURA MACHI Kumamoto（サクラマチ クマモト） 」が誕生した。
本項目では旧・熊本交通センター時代、並びに2015年から2019年の間に近傍に設置されていた仮バスターミナルを含めた状況についても記す。

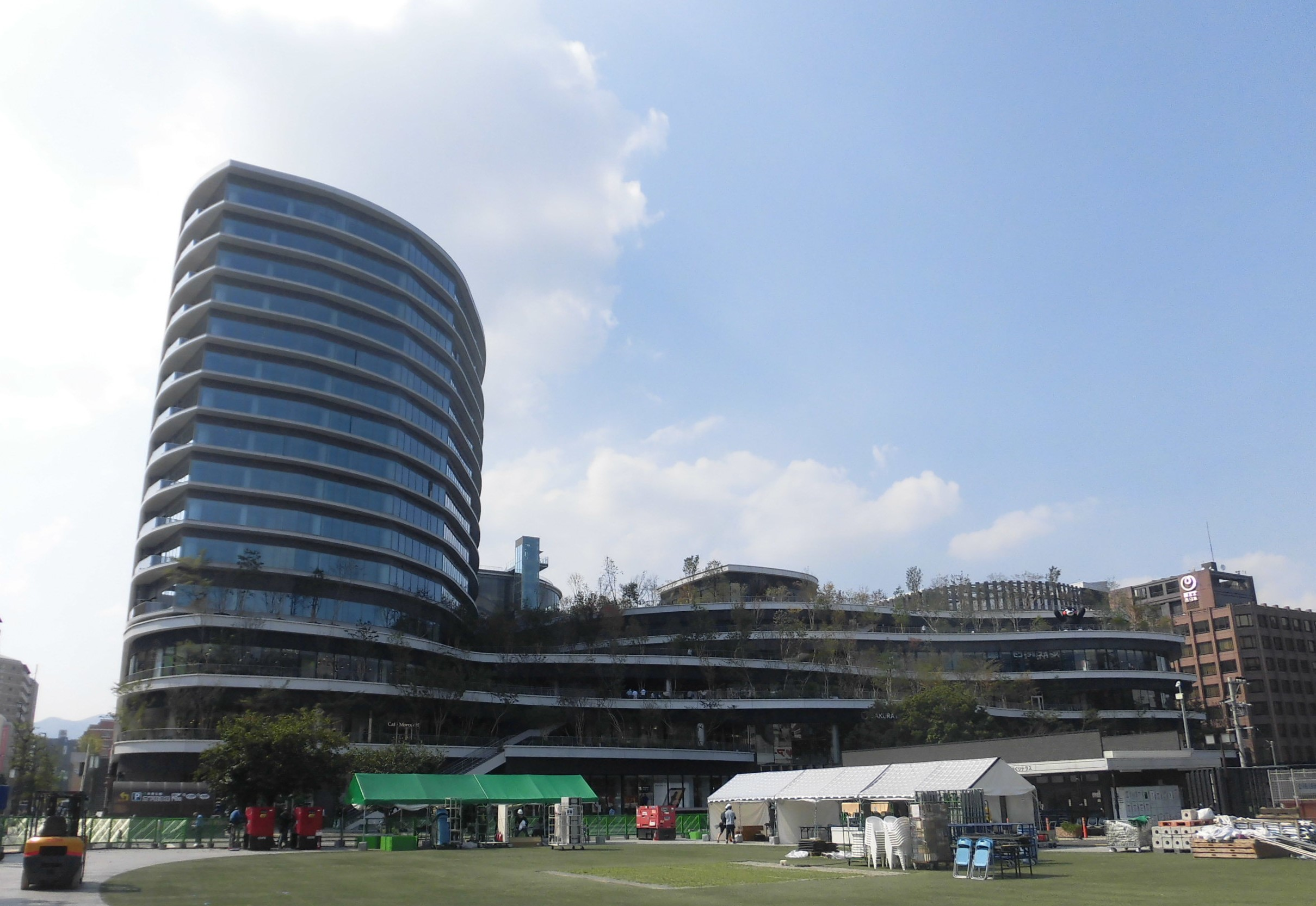
バスターミナルが入るサクラマチクマモト

## 概要
熊本市の中心市街地にあるバスターミナルで、熊本県内の路線バス、県外を結ぶ高速バスが一堂に会する交通拠点である。路線バスを含めると、バース数、路線数、乗降客数はいずれも日本最大である（高速バス単体の場合はバスタ新宿、西鉄天神高速バスターミナルに次ぐ第3位）。九州産交バスとその子会社である産交バスをはじめ、熊本電鉄バス（熊本電気鉄道）、熊本バス、熊本都市バスの路線バスが発着し、熊本都市圏のバス路線網はこのバスターミナルを中心として放射状に広がっている。他県と熊本市を結ぶ高速バスも乗り入れている。
JR熊本駅が中心市街地より西側の郊外に位置していることもあり、熊本市はバスの交通結節点と鉄道の交通結節点が異なった場所にある。熊本駅とは熊本市電やバスなどで相互間の移動が可能である。当バスターミナルを発着する一部の高速バスは熊本駅も経由する。熊本駅と異なり、市内中心部に立地しているため下通や上通といった繁華街や熊本城から近い場所にある。熊本市電の最寄り電停は辛島町電停または西辛島町電停および花畑町電停である。

## 施設構造
敷地全体が商業施設、ホール、ホテル、分譲マンション、バンケット、シネマコンプレックスなどの複合施設「SAKURA MACHI Kumamoto」（商業棟は地上5階/地下1階建、住宅・ホテル棟は地上15階建）となっており、その1階部分（一部機能は2階）の中央約3分の1のエリアがバスターミナルとなる。
バスターミナルの構造としては、ターミナルエリア全体のバス通行帯を囲むように島式ホームを含む3面29バースのプラットホームが設けられており、バスは熊本城側（県北東部・熊本市役所方面）と辛島公園側（県南西部・熊本駅方面）の2方向から出入りする。規模は旧・熊本交通センター時代に比べ若干縮小された。旧・熊本交通センター時代と同様、運行事業者にかかわらず同一方面の系統は同一ホームから出発する方式となっているが、案内上の系統の仕分けは旧・熊本交通センター時代から変更されている。のりばは自動ドアによるホームドアで仕切られており、待合時の安全確保と排気ガスから守る環境保全に一役買っている。バス通路に平面横断エリアはなく、全面横断禁止となっているため、島式ホームである青ホームに行くにはエスカレーター、エレベーターまたは階段を利用してSAKURA MACHI Kumamotoの2階コンコースまたは地下1階連絡通路を経由する必要がある(中央エレベーターのみ対応しており、それ以外のエレベーターで1階におりても青ホームには着かない)。青ホームの上層部に当たる2階サクラマチスクエア内には、定期券・各種乗車券発券窓口をはじめ、発着案内・小荷物受付などの窓口を備えた産交バスサービスセンター・高速バス予約センターなどが入る総合案内所が設けられている。

### のりば
2019年10月現在。のりばは1階、案内所は2階に設けられている。ホームは方面別に赤・青・緑の3面に分けられており、各種標識や点字ブロックなどはホームの色に揃えられている。また、各バースには接近情報モニターが設置されている。
- 1-13番（赤：SAKURA MACHI Kumamoto正面側）：高速バス・熊本空港・熊本駅・南熊本方面
- 14-23番（青：島式ホーム）：山鹿・菊池・光の森・戸島・新町・川尻方面
- 24-29番（緑：熊本城ホール側）：水前寺・京塚・県庁・健軍・木山方面

なお、9-13番、22-23番、27-29番は降車専用ホームとなっている。

#### 一般路線バスののりば
運行会社の表記は下記の通り。
- 産交 - 九州産交バス・産交バス
- 熊本 - 熊本バス
- 電鉄 - 熊本電気鉄道
- 都市 - 熊本都市バス

| ホーム | のりば   | 案内 番号 | 方面                                                                                      | 行き先・経由 | 運行会社         |
| ------ | -------- | --------- | ----------------------------------------------------------------------------------------- | --- | ---------------- |
| 赤     | 1        | M/P       | 南熊本・田迎・イオンモール熊本                                                            | - 南熊本経由 中の瀬車庫 - 南熊本・中の瀬車庫経由 イオンモール熊本 - 南熊本・中の瀬車庫・イオンモール熊本・御船町恐竜博物館経由 甲佐／浜町（通潤山荘） - 南熊本・中の瀬車庫・イオンモール熊本・辺場経由 甲佐／砥用／浜町 - 南熊本・中の瀬車庫・イオンモール熊本・乙女経由 甲佐 - 南熊本・中の瀬車庫・イオンモール熊本経由 城南／宇土駅／松橋駅／志導寺／下安見／段鶴 - 南熊本駅・田迎妙見経由 済生会病院 - 南熊本駅経由 長溝団地                                             | 熊本、都市       |
| 赤     | 2        | P         | 大学病院・流通団地・八王寺                                                                | - 八王寺環状（南熊本廻り） - 大学病院・南熊本駅・済生会病院経由 野越団地、大学病院・南熊本駅経由 御幸木部 - 尚絅校・中央病院経由 中の瀬車庫／イオンモール熊本 | 熊本、都市       |
| 赤     | 3        | S         | 熊本駅・熊本港・蓮台寺・並建                                                              | - 熊本駅・蓮台寺経由 西部車庫／熊本港／済生会病院 - 熊本駅・野口経由 アクアドーム／並建／五丁／川口 - 熊本駅・白藤経由 会富（JA飽田支所） - 熊本駅／蓮台寺入口 | 産交、都市、電鉄 |
| 赤     | 4        | S/T       | 熊本駅・田崎市場・小島・河内                                                              | - 熊本駅・田崎市場・下高橋経由 小島産交／五丁 - 熊本駅・田崎市場・西区役所経由 小島産交／小天温泉／天水支所 - 熊本駅・田崎市場経由 西部車庫 - 春日校・田崎市場経由 西部車庫 - 熊本駅経由 本山営業所 - 熊本駅／田崎橋 | 4社共同          |
| 赤     | 5        |           | 都市間（高速）バスなど                                                                    | - 高速バス（福岡県を除く九州各県） - 都市間バス（天草・本渡） - 熊本城周遊バス - 大江戸温泉物語・天草ホテル亀屋送迎 | 産交、都市ほか   |
| 赤     | 6        |           | 都市間（高速）バスなど                                                                    | - リムジンバス（熊本空港・グランメッセ） - 都市間バス（熊本空港経由阿蘇・大分方面） - 高速バス（関西方面夜行） - 九州横断バス | 産交、都市ほか   |
| 赤     | 7        |           | 都市間（高速）バスなど                                                                    | - 高速バス（福岡県） | 産交、都市ほか   |
| 赤     | 8        |           | 臨時                                                                                      | - 臨時バス停 | 4社共同          |
| 赤     | 9 10     |           | 高速バス到着                                                                              | - 降車専用 | 産交ほか         |
| 赤     | 11 12 13 |           | 到着                                                                                      | - 降車専用 | 4社共同          |
| 青     | 14       | A         | 京町・植木・山鹿・玉名                                                                    | - 京町本丁経由 富尾団地 - 京町本丁経由 田原坂ニュータウン・木留 - 京町本丁・植木経由 鹿南中学／玉名駅 - 京町本丁・植木経由 北区役所／小野泉水公園 - 京町本丁・植木・来民バイパス経由 山鹿温泉（山鹿バスセンター） - 京町本丁・植木・日置経由 山鹿温泉（山鹿バスセンター） | 産交             |
| 青     | 15       | F/G       | 大江・八反田・免許センター                                                                | - 子飼橋・託麻原本通り経由 小山団地／戸島 - 子飼橋・県立劇場経由 水前寺鳥居／画図橋 - 熊本整形外科病院前・保田窪四ツ角経由 小山団地／トラックターミナル - 熊本整形外科病院前・保田窪四ツ角・日赤病院経由 戸島／長嶺小学校／パークドーム・免許センター - 熊本整形外科病院前・託麻原本通り経由 戸島 - 熊本整形外科病院前経由 県立劇場／水前寺駅北口 - 明午橋・市立図書館経由 大江六丁目                                                                                       | 産交、都市       |
| 青     | 16       | E/F       | 子飼・楠団地・武蔵ヶ丘・光の森                                                            | - 子飼橋・熊本大学経由 竜田口駅／楠団地／光の森駅／武蔵ヶ丘車庫 - 子飼橋・熊本大学・竜田口駅経由 光の森産交／大津産交・吹田団地 - 子飼橋・東海学園経由 東熊本第二病院／光の森産交 | 産交、電鉄       |
| 青     | 17       | C         | 菊池・合志・楠団地・武蔵ヶ丘・光の森                                                      | - 国道・北熊本・堀川・御代志経由 辻久保／菊池プラザ／菊池温泉 - 国道・北熊本・山室・御代志経由 菊池プラザ／菊池温泉 - 三軒町・北熊本・山室経由 外沖・南原／立石／北区役所 - 三軒町・北熊本・堀川・新地団地経由 光の森駅／武蔵ヶ丘車庫／杉並台／泉ヶ丘・下群／合志市役所 - 三軒町・北熊本・堀川・楡木経由 泉ヶ丘・下群 - 三軒町・清水ヶ丘・麻生田小経由 武蔵ヶ丘車庫／杉並台／泉ヶ丘・下群 - 三軒町・清水ヶ丘・楡木経由 楠団地／光の森駅／武蔵ヶ丘車庫／杉並台／泉ヶ丘・下群 | 電鉄             |
| 青     | 18       |           | 臨時                                                                                      | - 臨時バス停 | 4社共同          |
| 青     | 19       | B/W       | 壺井橋・段山・上熊本                                                                      | - 壺井橋・上熊本駅経由 上熊本営業所 - 壺井橋・本妙寺経由 柿原公民館 - 壺井橋・寺原町経由 高平南公園 - 国立病院・上熊本駅経由 上熊本営業所 - 国立病院・慈恵病院経由 荒尾橋 - 国立病院構内（国立病院シャトルバス） | 都市、電鉄       |
| 青     | 20       | U         | 新町・谷尾崎・芳野・万楽寺                                                                | - 新町・上熊本駅・崇城大学経由 万楽寺／北区役所 - 新町・本妙寺・峠の茶屋経由 河内温泉 - 新町経由 城西校北 - 新町経由 谷尾崎、新町・谷尾崎・西区役所経由 小島産交 | 産交、都市       |
| 青     | 21       | R         | 川尻・宇土・松橋                                                                          | - 川尻市道経由 川尻町／国町／松橋産交 - 国道・川尻駅経由 川尻町／国町 - 国道・熊農経由 南区役所／宇土駅東口／松橋産交 - 迎宝町経由 本山営業所 | 産交、都市       |
| 青     | 22 23    |           | 到着                                                                                      | - 降車専用 | 4社共同          |
| 緑     | 24       | K/L       | 水前寺公園・健軍電停経由 沼山津・木山・御船 水前寺公園・画図道経由 江津団地・セイラタウン | - 八王寺環状（水前寺廻り） - 江津団地、江津団地・画図橋経由 イオンモール熊本 - セイラタウン経由 イオンモール熊本 - 熊商・健軍電停・東区役所経由 沼山津 - 熊商・健軍電停・東無田経由 御船 - 熊商・健軍電停経由 木山産交 - 県庁・健軍電停・東区役所経由 イオンモール熊本／城南 - 県庁・健軍電停・御船町恐竜博物館経由 甲佐／砥用 | 産交、熊本、都市 |
| 緑     | 25       | K         | 水前寺公園・県庁経由 自衛隊・沼山津・木山                                                 | - 県庁・動植物園経由 秋津小楠記念館 - 県庁・画図橋・イオンモール熊本経由 城南／甲佐 - 県庁・東バイパス経由 川尻駅 - 県庁・自衛隊・健軍四ツ角経由 沼山津／木山産交 - 県庁・自衛隊・佐土原経由 沼山津／熊本空港／木山産交 - 県庁・東バイパス・松の本経由 光の森産交、県庁・東バイパス・北バイパス経由 光の森産交 - 県庁経由 県会議事堂 | 産交、熊本、都市 |
| 緑     | 26       | H/J       | 保田窪・帯山・水前寺駅・京塚                                                              | - 熊高正門・帯山経由 日赤病院・長嶺団地／月出 - 水前寺駅・帯山経由 日赤病院・長嶺団地／月出 - 水前寺公園・県庁西門経由 日赤病院・長嶺団地／月出／託麻南 - 水前寺駅・京塚経由 小峯営業所／小峯／三山荘 - 水前寺駅・京塚・小峯営業所・東稜高校経由 小峯 - 水前寺駅・京塚・小峯営業所・戸島神社経由 三山荘 | 都市             |
| 緑     | 27 28 29 |           | 到着                                                                                      | - 降車専用 | 4社共同          |

#### 都市間（高速）バスののりば
「ひのくに号（スーパーノンストップ便以外の系統）」「きりしま号（鹿児島県側運行事業者便）」「あまくさ号」「大江戸温泉物語・天草ホテル亀屋送迎」は、桜町バスターミナルが始発・終着となる（他は西部車庫または熊本駅前が起終点。なお、「あまくさ号」は熊本駅前経由、大江戸温泉物語・天草ホテル亀屋送迎は熊本駅西口経由）。
5番乗り場（福岡を除く九州方面）
すべて昼行便。
「あまくさ号」は一般道経由の快速（もしくは超快速）便。
- 長崎行き「りんどう号」（九州産交バス・長崎県交通局）
- 佐世保・ハウステンボス行き「さいかい号」（九州産交バス）
- 宮崎行き「なんぷう号」（九州産交バス・宮崎交通）
- 鹿児島行き「きりしま号」（九州産交バス・鹿児島交通・南国交通）
- 本渡行き「あまくさ号」（産交バス）
- 大江戸温泉物語・天草ホテル亀屋行き　（九州産交バス）

6番乗り場（本州方面夜行、熊本空港経由阿蘇・大分方面）
「サンライズ号」「あそ☆くま号」は夜行便。
「やまびこ号」「たかちほ号」は一般道経由の特急便、「たかもり号」は一般道経由の快速便。
- 神戸三宮・大阪・京都行き「サンライズ号」（九州産交バス・近鉄バス）
- 大阪・京都行（格安便）「あそ☆くま号」（九州産交バス・近鉄バス）
- 大分行き「やまびこ号」（九州産交バス・大分バス）
- 延岡行き「たかちほ号」（九州産交バス・宮崎交通）
- 高森行き「たかもり号」（産交バス）

7番乗り場（福岡方面）
すべて昼行便。
- 博多・天神・福岡空港行き「ひのくに号」（九州産交バス・西日本鉄道）

## 周辺施設
- サンロード新市街（地下通路で連絡）
- 辛島公園
  - 地下駐車場（地下通路で連絡）
- 花畑広場（旧熊本市産業文化会館跡地）
- ドーミーイン熊本
- 花畑屋敷跡
- 熊本市民会館（愛称：市民会館シアーズホーム夢ホール）
- 熊本市国際交流会館
- 朝日新聞熊本総局
- 熊本城
- 上通
- 下通
- 熊本中央郵便局
- 熊本県立第一高等学校
- 熊本市交通局 辛島町停留場
- 国立病院機構熊本医療センター
- NHK熊本放送局
- 熊本放送
- 熊本シティエフエム（コミュニティ放送局）

## 歴史

### 1969年（昭和44年）以前
1969年の熊本交通センター開設以前は、それぞれのバス会社で発着場所が異なっていた。
- 九州産交は辛島町（現在の日生ビル付近）にバスターミナルを持っており、辛島町中央停留所と名乗っていた。26番までの改札口があり、バスは改札口前の発着場所に2列に停車、乗客は改札口を通って目的のバスに乗車していた。定刻になると係員が発着所前に張られたチェーンをおろして、バスが発車していた。また、電車通りに面したところ（現在の桜町バスターミナル開業前の一時期仮バスターミナルとして高速・特急バスが発車していた場所）に第二乗り場があり自衛隊行きと高橋経由小島行きはここに停車していた。到着バスの降車場は、乗り場の北側（現在の熊本市営辛島公園地下駐車場入口付近）にロータリーがあり、ここで乗客を降ろしていた。
- 熊本電鉄バスと熊本市営バスは、旧県庁前通りの市道（現在のシンボルプロムナード（遊歩道）で、一時期仮バスターミナルとして利用していた区間）の両側にバス停を設けて発着していた。
- 熊本バスは、新市街（現在の新市街下りバス停前）にバスターミナルを持っており、ここからすべて発着していた。熊本バスは、交通センター開設当初、一部のバス路線しか交通センターに乗り入れず、また、交通センター発の路線も新市街バスセンターを経由して発車していた。後に、すべての便を交通センター発着にする。
- バス発着所の場所による違いで、当時、産交バスは「辛島町行き」、市営、電鉄バスは「花畑町行き」、熊本バスは「新市街行き」と行先を表示していた。

### 熊本交通センター

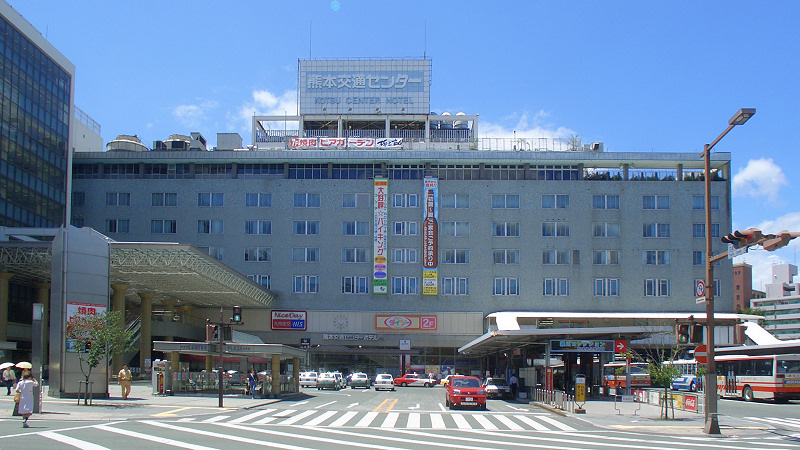
熊本交通センター正面

1967年（昭和42年）3月に市内水前寺地区に移転した熊本県庁の跡地を利用して、1969年（昭和44年）3月5日に開業した。当初、九州産業交通が主に出資する「株式会社熊本交通センター」が運営していた。
同センターには上記4社局（九州産業交通（のちの九州産交バス・産交バス）・熊本市営バス・熊本電鉄バス・熊本バス）が一斉に乗り入れを開始。当初、その中で熊本バスは新市街に独自のターミナルを所有していたため、開業当時はごく一部の路線しか乗り入れていなかったが、のちに全路線が同センター始発着として乗り入れるようになる。2009年4月からは、熊本市営バス路線の順次民間移譲を目的に県内事業者3社が共同出資して発足した熊本都市バスが新たに乗り入れるようになった。2015年3月に熊本市営バス路線の熊本都市バスへ全路線移譲完了と共に熊本市交通局はバス事業から撤退した。
1973年（昭和48年）1月20日から同年10月19日まで大幅リニューアル工事が行なわれ、同年10月20日の岩田屋伊勢丹ショッピングセンター（後の県民百貨店）開業とあわせてリニューアルオープンした。またこの時、ホームにカラーペイントが施された（1番乗り場:オレンジ、2番乗り場:ブルー、3番乗り場:ブルー、4番乗り場:イエロー、5番乗り場:グリーン、6番乗り場:グリーン）。かつては、当センター開設当初から各プラットホーム毎には事業者別に分かれており、それぞれの事業者に応じてのりばを設けていたが、1994年に施設大規模改修工事がおこなわれ、これを機に事業者関係なく行き先別にのりばが変更された。これに併せ、過去には事業者毎に独自で設けられていたバスの系統番号も、全社を通して行き先別系統が割り当てられ、全社方向幕が一新された。
2000年（平成12年）3月に九州産交の経営再建のため、熊本交通センター株式のうち熊本市・西日本鉄道（西鉄）などの保有株分を九州産交がすべて買い取り吸収合併した。2006年（平成18年）4月以降は、エイチ・アイ・エス傘下となった九州産業交通ホールディングスの子会社「九州産交ランドマーク」による運営となった。

#### ターミナルビル

ターミナルビル

ターミナルビル正面玄関の県民百貨店側には、高い屋根を備えた「センターコート」と呼ばれるイベントスペースがある。広さ44㎡
で、天候に関係なくさまざまなイベントが行われていた。
ビル1階には、切符売り場、待合室、売店、喫茶店、ファミリーマート、プレイガイドがあった。3階以上は「熊本交通センターホテル」があった。
ターミナルビル及びバスターミナルの地下はバスターミナルのホーム間を移動するための通路を兼ねた「熊本交通センタープラザ」と呼ばれる地下街があった。ターミナルビル内にあるエレベーターは、これらの施設に直結しており、一般客とホテルの宿泊客が共用していた。また地階から2階までを結ぶエスカレーターがターミナルビル内とセンターコート側に設置されていた。

#### バスターミナル構内

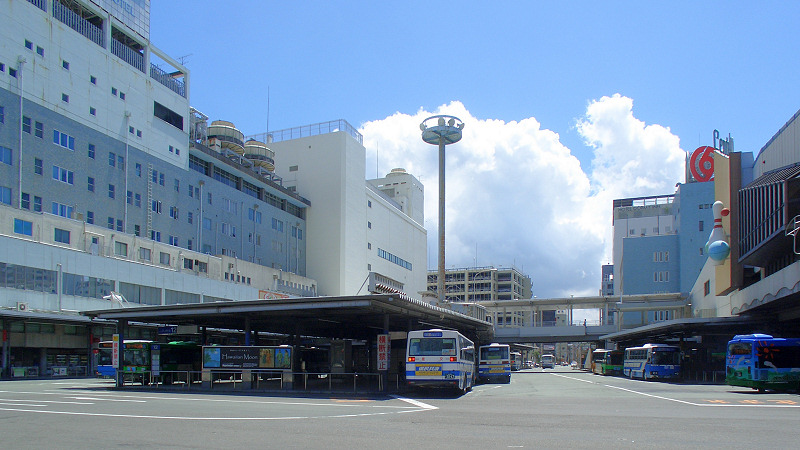
旧交通センターのりばの様子

4面36バース（乗車28・降車8）のプラットホームを持ち、規模は日本最大、開業当初は「東洋一」だった。1日の発着便数は約5,700便で九州一であった。発着枠はすでに限界に近づきつつあると言われており、特に高速バスなどにおいて、複数のバスがひとつのバースで重なるようにして停車して客待ちする光景が見られた。

#### 利用状況
- 1日の乗降客数は平均で約4万人の利用があった。

#### 併設施設
- 県民百貨店（2003年に「くまもと阪神」の名称で阪神百貨店との提携で開店。1993年までは岩田屋伊勢丹、2003年までは熊本岩田屋、2015年2月28日閉店）
- 熊本交通センタープラザ（ターミナルビル地下ショッピングモール。県民百貨店の地下とも直結、2015年3月31日閉店）
- 熊本交通センターホテル（ターミナルビル3-6階。ホテルの運営は九州産交ツーリズムがおこなっていた。2015年6月30日閉鎖）
- サンコービル（旧産交本社。2004年に本社が移転し、その後は賃貸ビルとして各テナントへ貸し出していた。2015年9月末までに閉鎖）
- センター駐車場（2015年8月31日閉鎖）
- センターボウル（当時、熊本県内では最大級の38レーンのボウリング場であった。一時期は「マスターズボウル熊本」という名称で他社へテナント貸ししていた。しかし、諸事情により2014年2月16日に急遽閉店し、その後同年4月には九州産交ランドマーク直営の施設として「センターボウル」の名称が復活し営業を再開していた。2004年より建物内に九州産交本社（のちに九州産交HDならびに主要子会社の各本社）が同居していた。2015年3月31日閉鎖）
- 熊本県バス協会事務所（2階）

#### その他
1994年に公開された映画『ゴジラvsスペースゴジラ』では、劇中に熊本交通センターが登場し、ゴジラと共に映っているシーンがある。

### 再開発によるリニューアル

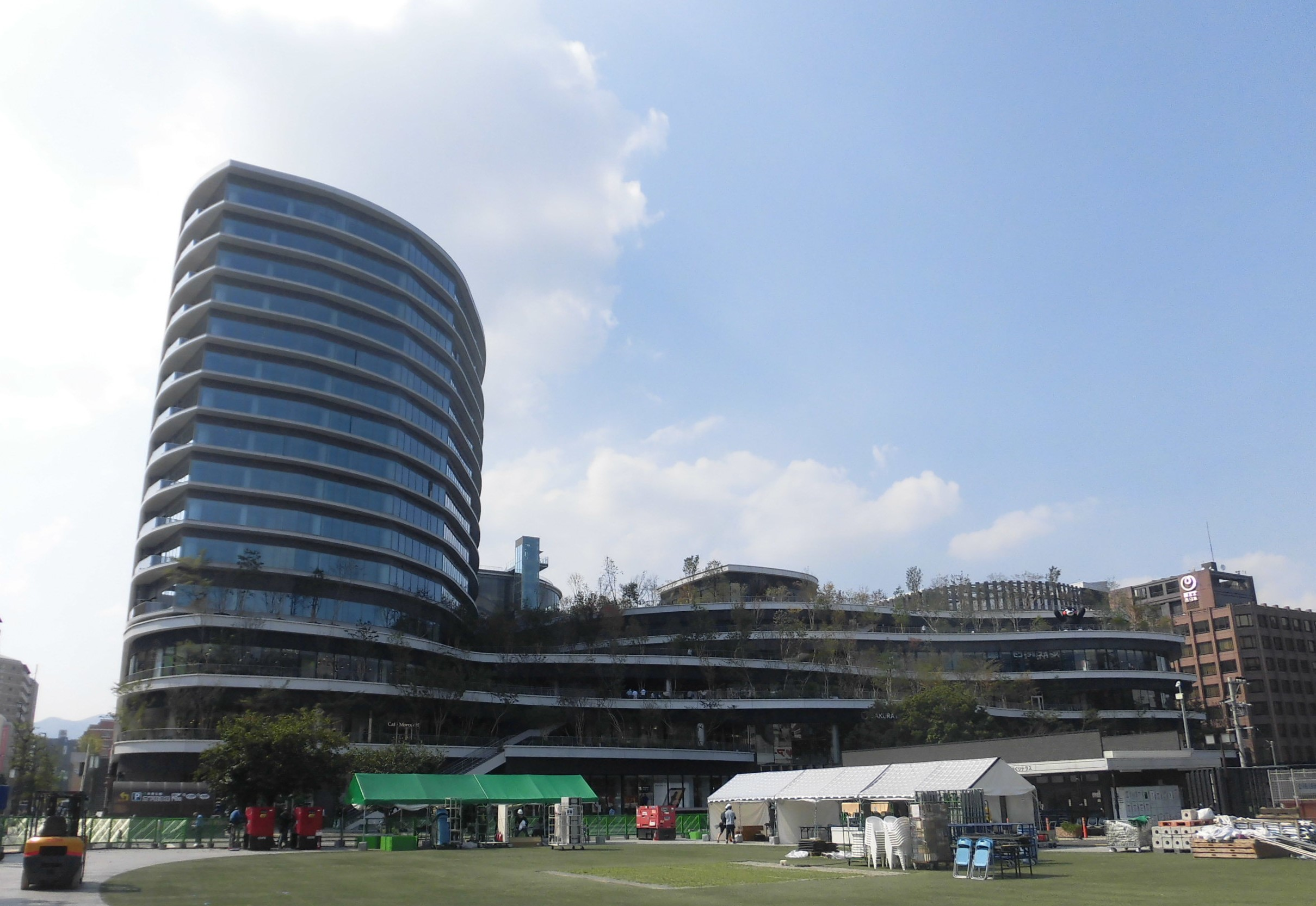
桜町再開発施設
「SAKURA MACHI Kumamoto」

2000年代に入ると、熊本交通センターを含む桜町一帯の再開発構想が持ち上がっていたが、紆余曲折を経て、2012年に再開発計画を発表。伝統と歴史を継承する新たな交流拠点「熊本・新城下まち」をコンセプトに、延べ床面積は13ないし14万平方メートルの規模となること、バスターミナルは従来通り地平部に設置されるが、従来のものよりもコンパクト化され、乗換の際の移動距離を短くし、バリアフリーにも対応した設備となることが明らかにされた。
再開発に向け、県民百貨店は2015年2月末に、交通センタープラザ・センターボウルは同年3月末に、交通センターホテル・センター駐車場は同年6月末にといった併設の店舗は順次営業を終了し、同年9月末日を以って当センター（バスターミナル・旅行センター）は閉鎖された。その後、順次解体工事に取り掛かり、解体工事終了後新施設の建設が始まった。
なお、バスターミナルに関しては既存のバスターミナル閉鎖から新施設完成までの間、東側の市道（通称：シンボルプロムナード　NHK熊本放送局～花畑広場）230メートルの地点に23箇所の乗降場所を設けた仮バスターミナルが設置された（詳細後述）。
2016年4月の熊本地震で耐震性を中心に設計の見直しが行われて完成予定が遅れ、さらに完成間近の2019年6月26日と7月8日に2度の火災が発生し、工事を一旦中断した時期もあったが、その後は安全性が確認され、開業には支障がないと判断されたため、これらの復旧を含めた工事は再開し、同年9月10日には無事竣工を迎えた。
新施設完成後はバスターミナルの名称が「熊本桜町バスターミナル」に改められた。理由として、熊本県民からは長らく「（熊本）交通センター」は熊本県内最大のバスターミナルとして親しまれている一方で、県外や外国人旅行客などからはバスターミナルであるという認識が低く、その煩わしさを解消するため、地区名である「桜町」と「バスターミナル」を組み合わせる事でより分かりやすくするためとしている。これによって、約半世紀以上にわたって使われ続けた「熊本交通センター」の名称は新バスターミナル供用開始と共に姿を消した。また、商業施設の名称は「SAKURA MACHI Kumamoto（サクラマチ クマモト）」に決まった。
2019年9月11日にバスターミナルを先行開業し「熊本桜町バスターミナル」として運用開始。同年9月14日午前10時より「SAKURA MACHI Kumamoto」としてセレモニーと共に全面開業したした。なお、SAKURA MACHI Kumamotoのオープンに併せ、この日は熊本県内のバス・電車が全路線終日無料（空港リムジン・県外向け都市間バスならびにJRや一部運行事業者の路線は対象外）で運行された。当日は当バスターミナル利用者を含め、目標15万人を大幅に超える25万人がSAKURA MACHI Kumamotoを訪れ、多くの来館者で賑わった。一方で、「バス無料の日」の影響による大幅な渋滞等はなかったものの、普段バスを利用しない乗客などでどのバスにも満員状態となり乗降に普段以上の時間を費やしたため一般路線バスでは遅延が多く発生したほか、快速「あまくさ号」や快速「たかもり号」も無料の対象路線だったため、当バスターミナルでは事前に整理券を配布したり、続行便を多数出したり等の対応をおこなったにもかかわらず、始発便から最終便まで全て満席状態となり、希望する便に乗車できないなど一部の乗客に影響が出るほどの大盛況ぶりであった。

### 仮バスターミナル

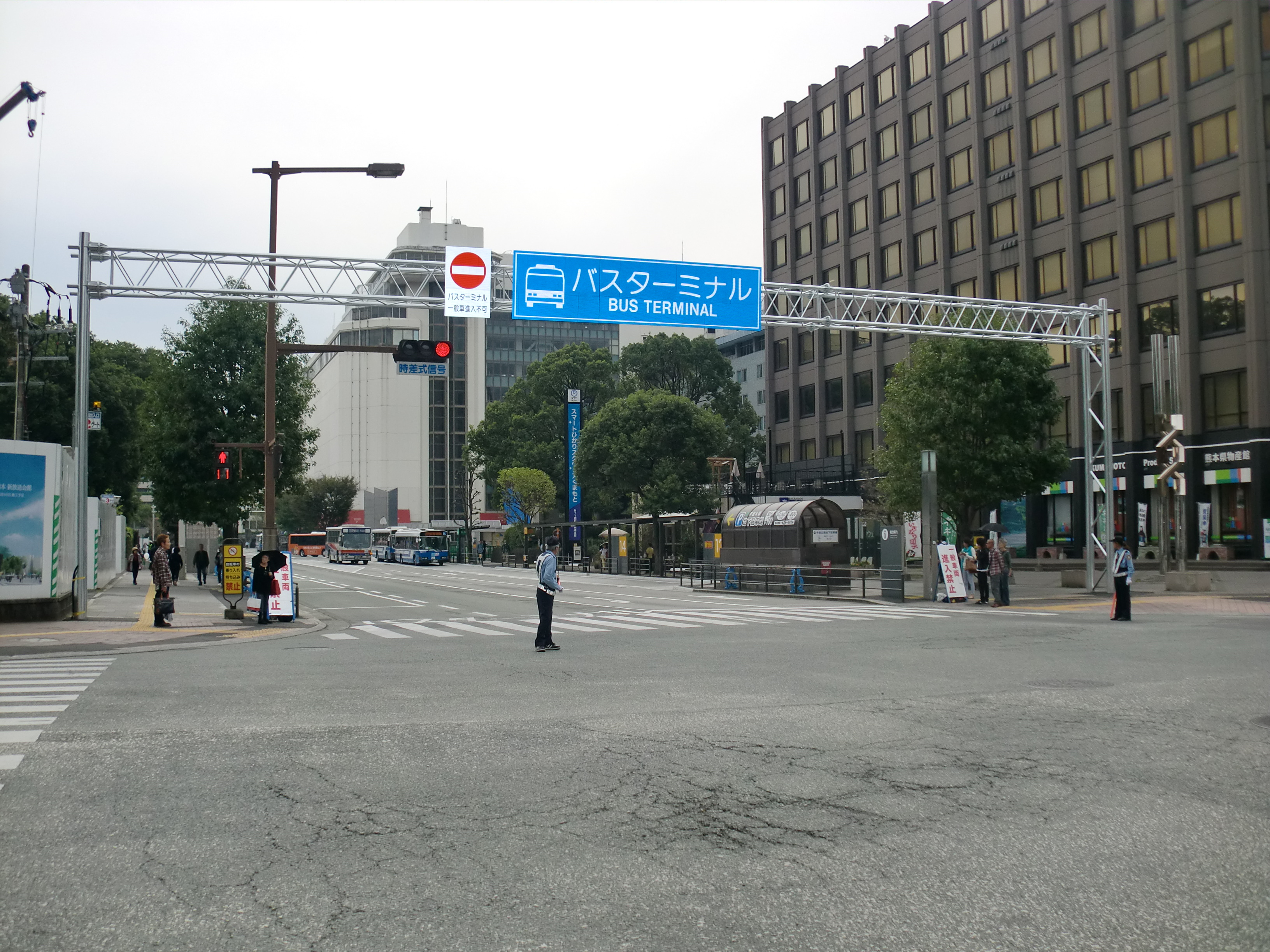
仮バスターミナル（熊本市民会館前）

前述の桜町一帯再開発事業に伴い従前のバスターミナル閉鎖に併せ、2015年10月1日よりこれまで市道として使われていた市民会館シアーズホーム夢ホール前交差点から辛島公園前交差点までの約220メートルの区間（県外高速・特急バスや空港リムジンバスは電車通り沿い）に仮バスターミナルが設置されていた。このため市道としては2015年9月6日に廃止され、一般車の通行が出来なくなった。
各乗降場には簡易屋根を設け、（仮称）花畑広場（旧産文会館跡地）の一角に定期券・各乗車券等の発券窓口・産交バスサービスセンターを含む総合案内所を備えた待合施設が、NTT西日本熊本支店前には待合スペースがそれぞれ設けられていた。再開発事業主体である九州産交グループが熊本市から一帯の敷地を有償で借り受けて整備されていたもので、新施設が完成する前日の2019年9月10日まで約4年間運用され、「熊本桜町バスターミナル」として新施設に移転後、バスターミナルとしての役割を終えた。その後、仮バスターミナルとして使用されていた旧市道の区間は隣接の花畑広場と共に「桜町・花畑地区オープンスペース整備事業」に向けた整備のための工事が進められ、旧市道部分はシンボルプロムナードとして遊歩道化され、2021年11月初旬に全ての整備が完了し、同月13日から供用が開始され、供用後初のイベントとして翌2022年3月19日から同年5月22日までの期間において「第38回全国都市緑化くまもとフェア くまもと花と緑の博覧会」の会場の1つ（街なかエリア）として活用された。なお、かつての降車スペース・転回場として使用されていた箇所（花畑公園横　元は熊本石油本社があった位置）はコインパーキング（有料駐車場）となっている。

### 熊本桜町バスターミナル開業に伴う案内番号変更
熊本桜町バスターミナルの開業に合わせ、熊本都市圏を走る全路線バスの「バス案内番号」（系統番号）が変更された。
再開業前の2019年9月10日まで使用されていた案内番号は「漢字1文字+数字」によるもので、1996年4月1日に導入されたものである。これは、熊本交通センターを基準とした方角（「東」「西」など）または地名の頭文字となる漢字（「駅」「県」「子」など）に数字を組み合わせたものとしていた。
しかし、この案内番号は観光客には複雑で分かり難いものとなっていた。例として、同じ路線でも往路と復路で案内番号が全く異なっていたり、東系統には東が付く停留所を通らない路線があったり、駅系統は熊本駅前由来であるが上熊本駅前も南熊本駅前も通るなど、法則性が見えない例も見られた。
2019年7月26日、熊本県バス協会は同年9月11日の始発便より「新バス案内番号」の運用を開始すると発表した。新案内番号は、ラグビーワールドカップなどの国際スポーツ大会の開催を控え、来熊する観光客にも分かりやすい案内番号を採用すること目的とすると同時に、地元住民にもより分かりやすく覚えやすい数字の付与ルールを採用し、途中の経由地やルートの識別性を向上させた。
新案内番号は「アルファベット1文字+数字2文字」による。アルファベット部分は以下の法則に基づいて制定されている。
- 熊本桜町バスターミナルを基準とし、熊本市北部方面より時計回りで「A」から「W」を付番する。
- 熊本桜町バスターミナルを経由しない環状線については「O」を、健軍ゾーンには「Y」を付番する。
- 読み間違いや聞き間違いを防止するため「D」「I」「N」「Q」「V」は使用しない。

数字部分は、1桁目で主要経由地を、2桁目で行先や主要経由地以降に通過する分岐を示す。